# Llorenç Servitje Sendra
Llorenç Servitje Sendra   (Ciutat de Mèxic, 20 de novembre de 1918 - Ciutat de Mèxic, 3 de febrer de 2017), més conegut com a Lorenzo Servitje, va ser un comptable públic, empresari i filantrop mexicà, fundador del Grup Bimbo. Un diari de la ciutat de Veracruz, "Notiver", va anunciar la mort d'aquest empresari de la següent forma: "Ha mort el pare de l'Osset Bimbo" que és l'emblema oficial d'aquesta empresa de pa.

## Biografia
Lorenzo Servitje va néixer el 20 de novembre de 1918 a la ciutat de Mèxic, fill dels catalans Joan Servitje Torrallardona (que va arribar a Mèxic el 1904 i va treballar en una pastisseria propietat de la família) i de Josefina Sendra (que va arribar a Mèxic el 1914), i va ser el més gran de cinc germans. Als anys vint, el pa amb prou feines començava a figurar en el comerç del país, provinent dels Estats Units. En aquesta època, va començar treballant a Pan Ideal, ambiciós projecte gastronòmic de la Pasteleria Ideal i sota les ordres d'Adolfo Fernández Getino, a qui se li atribueix la popularitat del pa en aquesta època. A la fi d'aquesta dècada, Juan Servitje va fundar la seva pròpia pastisseria, denominada El Molino, a partir de la seva experiència laboral.
Lorenzo va cursar els estudis universitaris a la Universitat Nacional Autònoma de Mèxic (UNAM), on es va graduar com a comptable públic. Durant aquest temps, actuà com el responsable de l'àrea de vendes d'El Molino, fins a convertir-se’n en el gerent. Amb la seva gestió va aconseguir el creixement de la companyia familiar, fins a convertir-la en una de les més notables de la ciutat de Mèxic. L'any 1944 va concebre la idea d'obrir la seva pròpia panificadora per part del seu oncle Jaume Sendra, que era l'encarregat de l'àrea de producció de la pastisseria. El mateix any es va casar amb Carmen Montull; amb ajuda del seu sogre (Daniel Montull Segura, nascut a la Salzadella, al Baix Maestrat, i propietari de les empreses fabricants de mistos "La Imperial" i "La Central"), que els va facilitar un local per a la nova panificadora, a l'any següent Servitje, el seu germà Robert i el seu cunyat i cosí Jaume Jorba Sendra van inaugurar Panificadora Bimbo el 2 de desembre de 1945. Al principi, l'empresa comptava amb 34 empleats i comercialitzava quatre tipus de productes (pa gran, pa petit, pa negre i pa torrat). Amb el temps, va posar especial atenció en la publicitat i el màrqueting de la seva empresa, i va produir un programa radiofònic on promovia els productes de Bimbo amb frases acompanyades de tons musicals. A més, es van crear historietes protagonitzades per l'Osset Bimbo, la mascota oficial i emblema de la companyia.
Anys després de la fundació de Panificadora Bimbo, va dirigir el Grup Industrial Bimbo durant el període 1963-1993 i des de la dècada de 1990 va formar part del seu consell d'administració. Grup Bimbo es considera la panificadora més gran del món. Des de 1965 va ocupar nombrosos càrrecs en diferents institucions a nivell nacional, entre els quals s'inclou el de vicepresident de la Càmera Nacional de Comerç de la ciutat de Mèxic (1965) i del Consell Coordinador Empresarial (1982-85) i president del Consell Nacional de la Publicitat (1986-87) i de la Comissió d'Estudis Socials del Consell Coordinador Empresarial (1986-92), entre d'altres.
L'any 1999 va obtenir el guardó Tlamatini per part de Foment de Recerca i Cultura Superior, destinat a «[els qui] amb la seva voluntat, quefer i talent han realitzat aportacions importants a l'educació al nostre país».
En diversos mitjans s'ha esmentat la seva labor filantròpica al capdavant de Grup Bimbo, en promoure l'educació i contribuir amb projectes de reforestació, com el realitzat l'any 2008, quan va fer sembrar 9,3 milions d'arbres en un sol dia. Va participar en activitats polítiques, i és pública la seva fe catòlica.
Era membre de la Comissió Executiva de l'Asociación Más Ciudadanía, que busca fomentar la participació ciutadana en tots els ordres de la vida pública, per reconstruir el teixit social a través de la campanya Nuestro Mèxico.
Lorenzo Servitje havia participat en innombrables esdeveniments, i el 2013 va rebre un homenatge a la seva trajectòria com a líder exemplar i per ser un dels grans empresaris mexicans que van canviar la forma de fer negocis a Mèxic. Aquest reconeixement va ser atorgat per WOBI, durant el World Business Forum, on Servitje va dictar càtedra a empresaris sobre els valors i responsabilitats que té amb les seves empreses, els seus treballadors i la seva comunitat.

## Mort
Va morir a la Ciutat de Mèxic als 98 anys.

## Obres
Les obres de Llorenzo Servitje es caracteritzen per un profund sentit de responsabilitat social, inspirats en la Doctrina Social de l'Església.

### Llibres
- 1981- La societat contemporània i l'empresari.[10]
- 1984- Reflexions i comentaris d'un dirigent d'empresa.[11]

### Assajos
- 1997- Una pràctica cristiana de l'empresa (a La qüestió social, volum 5, IMDOSOC, Mèxic)[12]

### D'altres autors
- 2016- Al gra. Vida i visió dels fundadors de Bimbo.[13]
- 2016- 100 Llesques de Saviesa Empresarial.